# Cyphokentia
Genre
Synonymes
- Dolichokentia Becc.[2]
- Moratia H.E. Moore[2]

Cyphokentia est un genre de la famille des Arecaceae (Palmiers) comportant des espèces originaires de Nouvelle-Calédonie.
Synonymes :  
- Dolichokentia Becc.[2]
- Moratia H.E. Moore[2]

## Classification
- Famille des Arecaceae
  - Sous-famille des Arecoideae
    - Tribu des Areceae
      - Sous-tribu des Clinospermatinae [3]

## Liste d'espèces
Selon BioLib (21 avril 2019), Catalogue of Life (21 avril 2019), World Checklist of Selected Plant Families (WCSP) (21 avril 2019), NCBI (21 avril 2019) et The Plant List (21 avril 2019) :
- Cyphokentia cerifera (H.E.Moore) Pintaud & W.J.Baker (2008)
- Cyphokentia macrostachya Brongn. (1873)

Selon Tropicos (21 avril 2019) (Attention liste brute contenant possiblement des synonymes) :
- Cyphokentia balansae Brongn.
- Cyphokentia billardierei Brongn.
- Cyphokentia bractealis Brongn.
- Cyphokentia carolinensis Becc.
- Cyphokentia cerifera (H.E. Moore) Pintaud & W.J. Baker
- Cyphokentia deplanchei (Brongn. & Gris) Brongn.
- Cyphokentia eriostachys Brongn.
- Cyphokentia gracilis (Brongn. & Gris) Brongn.
- Cyphokentia heanei auct.
- Cyphokentia humboldtiana Brongn.
- Cyphokentia macrocarpa (Brongn.) auct.
- Cyphokentia macrostachya Brongn.
- Cyphokentia pancheri (Brongn. & Gris) Brongn.
- Cyphokentia robusta Brongn.
- Cyphokentia samoensis (H. Wendl.) Warb.
- Cyphokentia savoryana Rehder & E.H. Wilson
- Cyphokentia surculosa Brongn.
- Cyphokentia tete (Becc.) Becc.
- Cyphokentia thurstonii (Becc.) Becc.
- Cyphokentia vaginata Brongn.